# Jang Yool
Jang Yool (Hangul= 장율), es un actor de televisión, cine y teatro surcoreano.

## Biografía
Tiene una licenciatura en artes de la Universidad Nacional de Artes de Corea (Korea National University of Arts).

## Carrera
Es miembro de la agencia Starvillage Entertainment (스타빌리지엔터테인먼트).
El 20 de marzo de 2019 obtuvo un pequeño papel como un miembro del equipo de investigación de delitos violentos en la película Jo Pil-ho: The Dawning Rage.
En junio del mismo año se unió al elenco recurrente de la serie Arthdal Chronicles donde dio vida a Asa Yon, un inteligente sacerdote del Clan Asa que sirve a los ocho dioses.
En septiembre del mismo año se unió al elenco recurrente de la serie Secret Boutique donde interpretó a Lee Joo-ho, un miembro del ayuntamiento de la ciudad Yoongchun.
El 11 de junio de 2020 realizó su primera aparición invitada en la serie Train donde dio vida a Park Tae-kyung, un chaebol de segunda generación.
Ese mismo año apareció en la serie Forest of Secrets 2 (también conocida como "Stranger 2") donde interpretó al detective Yoo Jung-oh, un colega de Han Yeo-jin (Bae Doona) en la Agencia Nacional de Políticas.
El 15 de octubre de 2021 apareció como parte del elenco de la serie My Name (también conocida como "Nemesis") donde dio vida a Do Kang-jae, un antiguo miembro de la red de drogas.

## Filmografía

### Series de televisión
| Año  | Título                                                             | Personaje              | Notas                     | Ref.                |
| ---- | ------------------------------------------------------------------ | ---------------------- | ------------------------- | ------------------- |
| 2019 | Mi señor                                                           | Asistente del director | Invitado, ep. 5-6         |                     |
| 2019 | Something in the Rain                                              | -                      |                           |                     |
| 2019 | Lawless Lawyer                                                     | Detective              | Invitado, ep. 4-5         |                     |
| 2019 | Welcome to Waikiki 2                                               | -                      |                           |                     |
| 2019 | Arthdal Chronicles Part 1: The Children of Prophecy                | Asa Yon                |                           |                     |
| 2019 | Arthdal Chronicles Part 2: The Sky Turning Inside Out, Rising Land | Asa Yon                |                           |                     |
| 2019 | Arthdal Chronicles Part 3: The Prelude To All Legends              | Asa Yon                |                           |                     |
| 2019 | Secret Boutique                                                    | Lee Joo-ho             |                           |                     |
| 2019 | - "Wreck Car"                                                      | Kim Do-hoon            | Drama Special,un episodio | [ 6 ]               |
| 2020 | Train                                                              | Park Tae-kyung         | Invitado, ep. 1 y 9       |                     |
| 2020 | Forest of Secrets 2 (Stranger 2)                                   | Det. Yoo Jung-oh       |                           |                     |
| 2021 | My Name                                                            | Do Gang-jae            |                           | [ 7 ]               |
| 2022 | Ransom                                                             | Guk Ryeol              |                           |                     |
| 2022 | Golden Spoon                                                       | Seo Jun-tae            |                           | [ 8 ]               |
| 2025 | The Scandal of Chunhwa                                             | Choi Hwan              |                           | [ 9 ] [ 10 ] [ 11 ] |

### Cine
| Año  | Título                                 | Personaje                 | Notas                                                                             |
| ---- | -------------------------------------- | ------------------------- | --------------------------------------------------------------------------------- |
| 2016 | Master                                 | Empleado de "One Network" | junto a Lee Byung-hun, Gang Dong-won, Kim Woo-bin, Jin Kyung y Woo Do-hwan        |
| 2017 | Coffee Noir: Black Brown               | Chang-beom                | junto a Cho Soo-hyang, Jang In-sub, Bae So-eun, Kang Ki-doong y Kim Hae-in        |
| 2018 | Detective K: Secret of the Living Dead | Choi Jae-kyung            | junto a Kim Myung-min, Oh Dal-su, Kim Ji-won, Kim Bum, Park Geun-hyung y Woo Hyun |
| 2019 | Jo Pil-ho: The Dawning Rage            | Oficial                   | junto a Lee Sun-kyun, Jeon So-nee, Park Hae-joon y Park Byung-eun                 |

## Teatro
| Año  | Título                                    | Personaje | Notas                                                             | Ref.   |
| ---- | ----------------------------------------- | --------- | ----------------------------------------------------------------- | ------ |
| -    | 구직                                      | -         |                                                                   | [ 12 ] |
| 2014 | The Sadness of Things (사물의 안타까움성) | 디미트리  |                                                                   | [ 12 ] |
| 2014 | Love and Education (사랑과교육)           | -         |                                                                   | [ 12 ] |
| 2015 | Woman Doesn't Cry (여자는 울지 않는다)    | -         |                                                                   | [ 12 ] |
| 2016 | Seagull B (갈매기B)                       | 덕팔      |                                                                   | [ 12 ] |
| 2016 | Sunshine Warriors (썬샤인의 전사들)       | -         |                                                                   | [ 12 ] |
| 2017 | Pride (프라이드)                          | 올리버    |                                                                   | [ 12 ] |
| 2017 | M. Butterfly (M.버터플라이)               | -         |                                                                   | [ 12 ] |
| 2018 | Killology (킬롤로지)                      | Davey     | junto a 김수현, Lee Seok-jun, Kim Seung-dae, 이율 y Lee Joo-seung | [ 13 ] |
| 2020 | Mouth Piece (마우스피스)                  | -         |                                                                   |        |